# 野村修一
野村 修一(のむら しゅういち、1980年1月2日‐）は、大阪府高槻市出身の俳優である。身長181cm、体重65kg、血液型はA型。男2人兄弟の次男。

## 来歴・人物
2003年デビュー。特技は料理、サッカー、マラソン、野菜千切り。

## 出演

### 映画
- 沈まぬ太陽（若松節朗監督） - 伊藤 役（2009）
- ハゲタカ（⼤友啓史監督） - 若槻猛 役（2009）
- お兄ちゃんのハナビ(国本雅広監督) - 看護師（2010）
- 屍病汚染・DEAD RISING(稲船敬⼆監督) - 本⽥ 役（2010）
- 離さないで(福井早野⾹監督) - 野⽥⾼雄 役（2010）
- アンフェア the answer(佐藤嗣⿇⼦監督) - 刑事F 役（2011）
- いでよ、空 (⾼⽊栄⾐⼦監督) - ⻘⽊礼 役（2011）
- CUT (アミール・ナデリ監督) - 常連 役（2011）
- ロボジースピンオフ・ドッキリ！(藤澤浩和監督) - 警官 役（2011）
- Day Left (⼭⼝直哉監督) - 井出⾼⼈役 東京芸術⼤学卒業制作（2012）
- 同窓会（⽚岡秀明監督）- 同窓⽣男B 役（2013）
- ヴェルニ (丸⼭夏奈監督) - 祐⼀郎 役（2013）
- マエストロ！（⼩林聖太郎監督） - あまねの⽗ 役（2014）
- 進撃の巨人（樋⼝真嗣監督） - 私服警官 役（2014）
- 寄⽣獣 (⼭崎貴監督) - 警官1 役（2014）
- ぶどうのなみだ(三島有紀⼦監督)（2014）
- 天の茶助 (SABU 監督) - 茂⽥光男 役（2015）
- グッバイエレジー(三村順⼀監督) - ひろし 役（2016）
- アウトレイジ 最終章（北野武監督） - 花菱若衆1 役（2017）
- 教誨師（佐向⼤監督） - 倉本譲 役（2018）

### テレビドラマ

#### NHK
- 坂の上の雲（2010年） - 栗田富太郎
- よく眠れる森のレストラン アナタのココロをおもてなし（2012年）

#### TBS
- 帝王（2009年） - 上原伸介
- 名もなき毒（2013年）- 原田いずみの兄
- Dr.DMAT〜瓦礫の下のヒポクラテス〜（2014年） - 土屋昌也
- コウノドリ（2015年） - 森隆
- アンナチュラル（2018年） ‐ 高野島渡
- 月曜ゴールデン
  - 「ヤメ刑探偵 加賀美塔子」（2011 - 2012年） - 瀬戸刑事

#### フジテレビ
- バッケンレコードを超えて（2012年） - 安部雅文
- 金曜プレステージ
  - 「所轄刑事8」（2013年） - 五十嵐孝夫
  - 「命ある限り戦え、そして生き抜くんだ」（2014年） ‐ 寺岡史郎

#### テレビ朝日
- ゼロの真実〜監察医・松本真央〜（2014年） - 間宮学
- 緊急取調室（2014年） - 篠田孝光
- クロハシリーズ（2015年） ‐ 黒葉司
- 土曜ワイド劇場
  - 「広域警察6」（2015年） - 丸田刑事

#### テレビ東京
- 怨み屋本舗（2009年） - 久里浜秀一
- バイプレイヤーズ（2017年） - 渡部マネージャー
- 孤独のグルメ Season6 第12話 （2017年7月1日）  - 飯田夫妻・夫 役
- 警視庁ゼロ係〜生活安全課なんでも相談室〜（2018年） - 中西英和
- 行動心理捜査官・楯岡絵麻（2018年） - 綿貫俊

#### WOWOW
- 借王（2009年） - 須藤刑事
- マークスの山（2010年） ‐ 今井刑事
- 空飛ぶタイヤ

### CM
- マリエール C（2009）
- みずほ証券（2010）
- SONYプレイステーション（2010）
- リマーカブルディレクター2010「育つメイワク編」（グランプリ作品）（2010）
- エステWAM（2010）
- マイクロソフトWindowsP（2011）
- トクヤマTV CM WEB ラジオ（山口のみ）（2011）
- 花王サクセス（2011～2012）
- 小田急ロマンスカー（2012）
- Panasonic（2012）
- アビバ（2012）
- クリンスイタンブラー（2013～2016）
- モバゲー ラグナ ブレイク 展開編、魔界編（2012～2013）
- サッポロビール（新潟限定/ 風味爽快ニシテ）（2013）
- マクドナルド てりたま（2014）
- ウォンツ（2014～2018）
- ダスキン（2014～2015）
- 東京海上Eデザイン損保（2012～2015）
- 日本ケンタッキー・フライドチキン（2013）
- 第一三共ヘルスケア（2015）
- 佐川急便（2015～2018）
- 米久（2017～2018）
- ロート製薬（2017）
- Microsoft Surface GO（2018）

### 舞台
- TIプロジェクト
  - 2007「眠れない私」（阿佐ヶ谷 アルシェ）
- イキウメ
  - 2003「ボッサ!世界担当」（シアターブラッツ）
  - 2004「思慮深いモンスター」（明石スタジオ）
  - 2005「関数ドミノ」（サンモールスタジオ）
  - 2006「図書館的人生」（サンモールスタジオ）
- 劇団レトロノート
  - 2006「今、居間にて。」
  - 2006「ラン エンド ラン」
  - 2008「空が見える僕の部屋」
  - 2011「本日のお日柄は」
- 新国立劇場
  - 2013「象」作:別役実　演出:深津篤史
- 大阪 新歌舞伎座
  - 2016「だいこん役者」作:藤本有紀　演出:竹園元